# Giulvăz
Giulvăz (Hongaars: Torontálgyülvész, Duits: Djulwes, Giulwess, Djulves of Giulwesz) is een gemeente in het Roemeense district Timiș en ligt in de regio Banaat in het westen van Roemenië. De gemeente telt 2767 inwoners (2005).

## Geschiedenis
In 1433 werd Giulvăz officieel erkend. Door de overstromingen van 2005 werden er 14 huizen verwoest en 46 gebouwen aangetast binnen de gemeente.

## Geografie
De oppervlakte van Giulvăz bedraagt 102,96 km², de bevolkingsdichtheid is 27 inwoners per km².
De gemeente bestaat uit de volgende dorpen: Crai Nou, Giulvăz, Ivanda, Rudna.

## Demografie
Van de 3024 inwoners in 2002 zijn 2403 Roemenen, 74 Hongaren, 38 Duitsers, 176 Roma's en 333 van andere etnische groepen.
Onderstaande figuur toont het verloop van het inwoneraantal vanaf 1880.

## Politiek
De burgemeester van Giulvăz is Ioan Gilinger (PNL).
Balinț · Banloc · Bara · Bârna · Beba Veche · Becicherecu Mic · Belinț · Bethausen · Biled · Birda · Bogda · Boldur · Brestovăț · Cărpiniș · Cenad · Cenei · Checea · Chevereșu Mare · Comloșu Mare · Coșteiu · Criciova · Curtea · Darova · Denta · Dudeștii Noi · Dudeștii Vechi · Dumbrava · Dumbrăvița · Fibiș · Fârdea · Foeni · Gavojdia · Ghilad · Ghiroda · Ghizela · Giarmata · Giera · Giroc · Giulvăz · Gottlob · Iecea Mare · Jamu Mare · Jebel · Lenauheim · Liebling · Lovrin · Margina · Mașloc · Mănăștiur · Moravița · Moșnița Nouă · Nădrag · Nițchidorf · Ohaba Lungă · Orțișoara · Parța · Pădureni · Peciu Nou · Periam · Pietroasa · Pișchia · Racovița · Remetea Mare · Sacoșu Turcesc · Saravale · Satchinez · Săcălaz · Secaș · Sânandrei · Sânmihaiu Român · Sânpetru Mare · Șag · Şandra · Știuca · Teremia Mare · Tomești · Tomnatic · Topolovățu Mare · Tormac · Traian Vuia · Uivar · Valcani · Variaș · Victor Vlad Delamarina · Voiteg